# La Pera (ort i Spanien, Katalonien, Província de Girona, lat 42,02, long 2,97)
La Pera är en ort i Spanien.   Den ligger i provinsen Província de Girona och regionen Katalonien, i den östra delen av landet, 600 km öster om huvudstaden Madrid. La Pera ligger 83 meter över havet och antalet invånare är 443.
Terrängen runt La Pera är platt åt nordost, men åt sydväst är den kuperad. Runt La Pera är det ganska tätbefolkat, med 139 invånare per kvadratkilometer. Närmaste större samhälle är Girona, 13,0 km väster om La Pera. Trakten runt La Pera består till största delen av jordbruksmark.